# 비봉 나들목
비봉 나들목(Bibong IC)은 경기도 화성시 비봉면 구포리에 설치된 서해안고속도로의 30번 교차로이다. 나들목 진출입로는 비봉면 쌍학리와 접하고 있으며, 남양읍(화성시청), 봉담읍, 비봉면, 매송면 및 수원시 서부 지역 (권선구 평동 등)으로 진출할 수 있다. 이 나들목과 발안 나들목 사이엔 화성휴게소가, 매송 나들목 사이엔 매송휴게소가 있다.

## 연혁
- 1996년 12월 17일 : 서해안고속도로 안산 ~ 포승 구간 개통에 따라 영업 개시[1]

## 구조물 정보
- 위치: 경기도 화성시 비봉면 구포리
- 영업소: 경기도 화성시 비봉면 화성로 2011

## 접속하는 도로
- 지방도 제313호선 (화성로)
- 국도 제39호선 (서해로)

## 교통량 정보
| 요금소        | 통행량 (대/일) | 통행량 (대/일) | 통행량 (대/일) | 통행량 (대/일) | 통행량 (대/일) | 통행량 (대/일) | 통행량 (대/일) | 통행량 (대/일) | 통행량 (대/일) | 통행량 (대/일) | 각주  |
| 요금소        | 2001년         | 2002년         | 2003년         | 2004년         | 2005년         | 2006년         | 2007년         | 2008년         | 2009년         | 2010년         | 각주  |
| ------------- | -------------- | -------------- | -------------- | -------------- | -------------- | -------------- | -------------- | -------------- | -------------- | -------------- | ----- |
| 비봉 (폐쇄식) | 6,514          | 9,306          | 10,599         | 11,386         | 12,350         | 13,312         | 14,216         | 14,737         | 15,048         | 14,578         | [ 2 ] |
| 요금소        | 2011년         | 2012년         | 2013년         | 2014년         | 2015년         | 2016년         | 2017년         | 2018년         | 2019년         |                | [ 2 ] |
| 비봉 (폐쇄식) | 14,515         | 15,855         | 14,879         | 14,856         | 15,865         | 15,479         | 14,913         | 14,471         | 14,663         |                | [ 2 ] |

## 사진

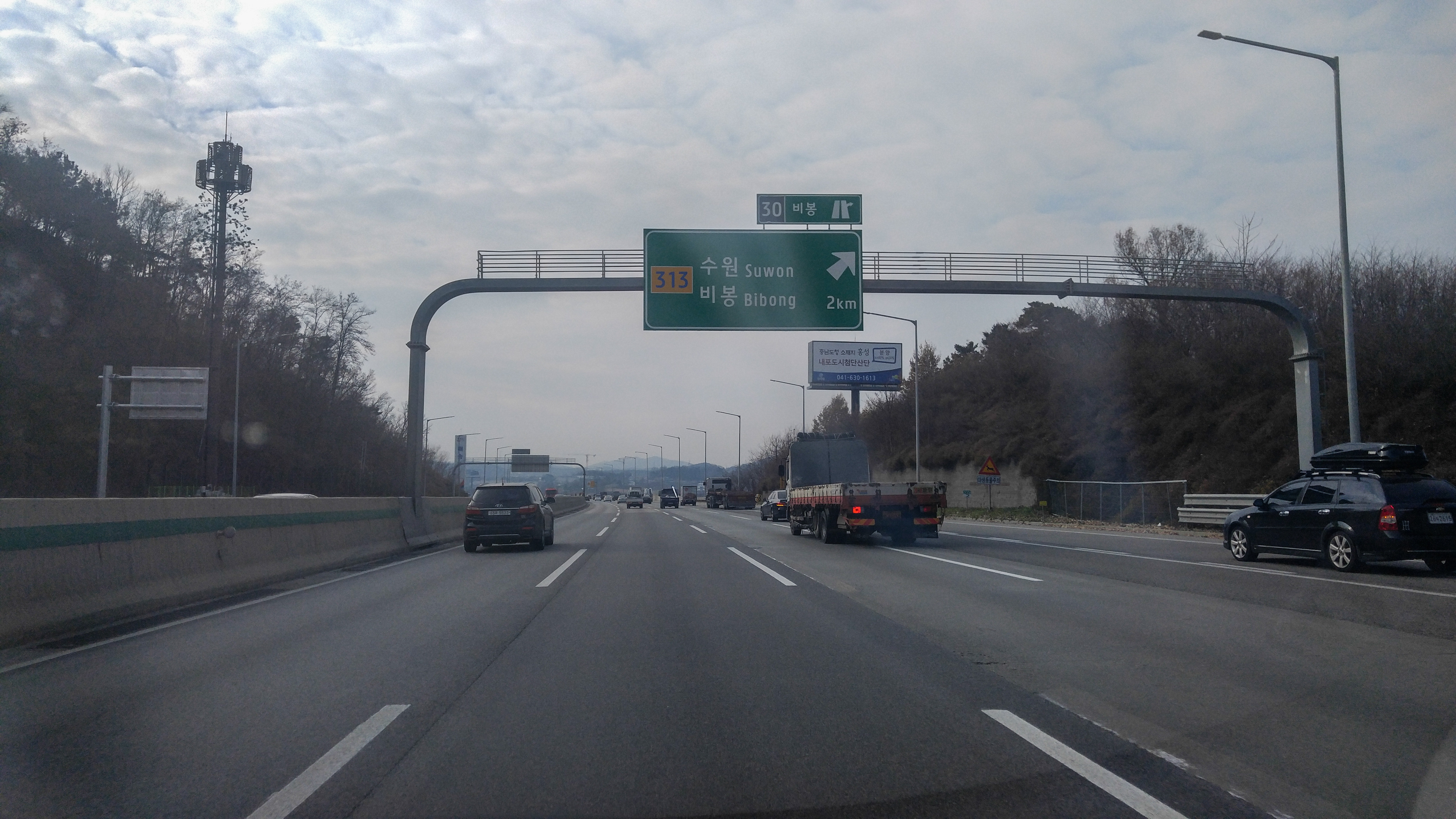
2km 표지판 (당진 방면)
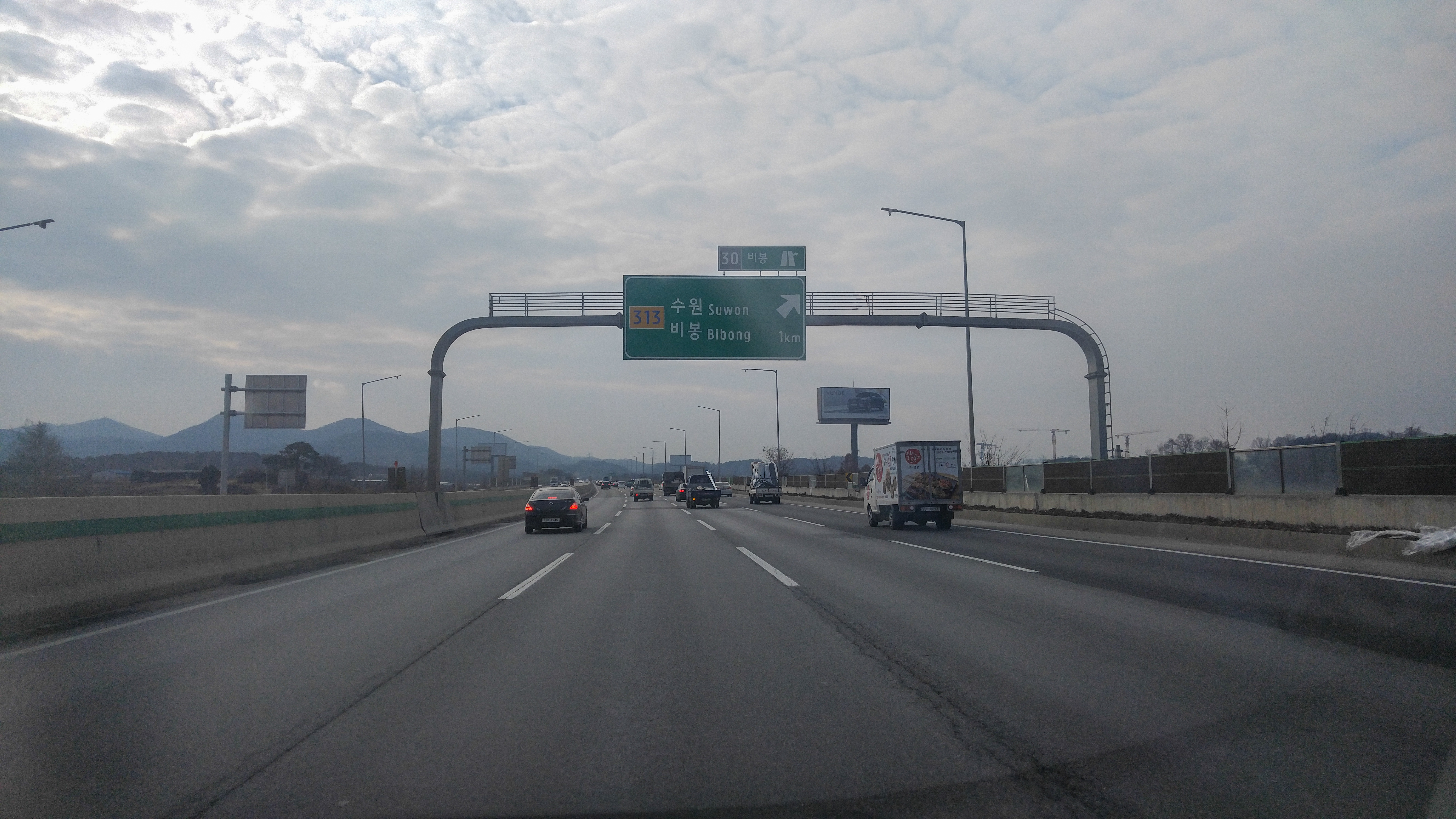
1km 표지판 (당진 방면)